# Ciclone tropical do Índico Sudoeste

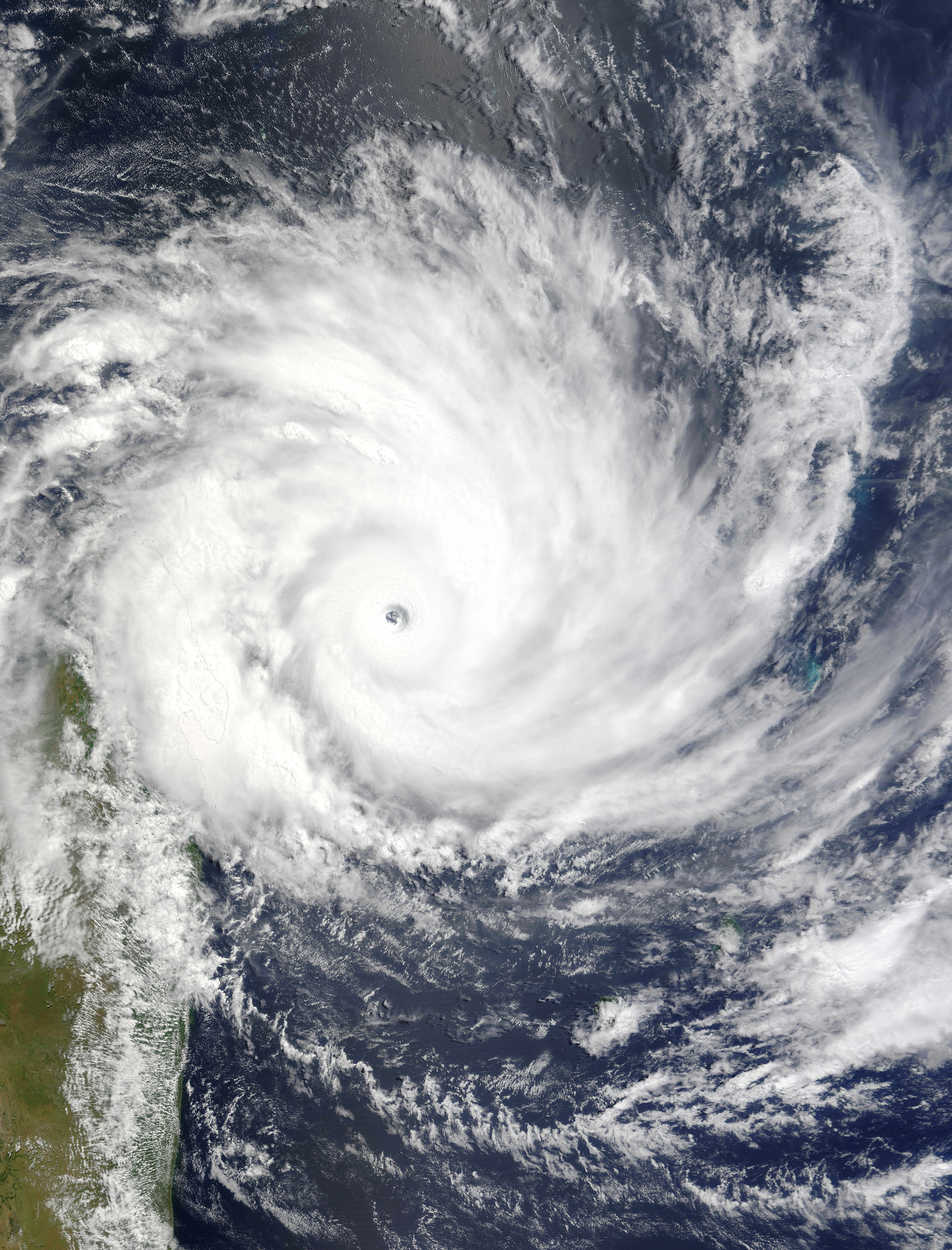
Imagem de satélite do ciclone Gafilo, a tempestade mais forte registada na bacia por pressão central mínima

No sudoeste Oceano Índico], os ciclones tropicais a partir do Sul do equador e a oeste do 90° E até à costa da África.

## Avisos e nomenclatura
Em 1946, a primeira pista de Reunião foi inaugurada, então Chamada Gillot, e agora chamada Aeroporto Roland Garros. Em 1950, a primeira estação meteorológica da ilha abriu no aeroporto, operada pela Météo-France (MFR). A agência começou a publicar revisões anuais na temporada de 1962-1963. Todos os anos, o Météo-France office (MFR), baseado na Reunião, emite avisos sobre ciclones tropicais dentro da bacia, que é definida como as águas do Oceano Índico da costa de África a 90° E, a sul do equador. A agência emite os avisos como parte do seu papel como Centro Meteorológico Regional Especializado, designado como tal em 1993 pela Organização Meteorológica Mundial. As intensidades são estimadas através da técnica Dvorak, que utiliza imagens de satélites pela Administração Oceânica e Atmosférica Nacional Americana.
The Joint Typhoon Warning Center– uma organização conjunta da Marinha dos Estados Unidos – Força Aérea dos Estados Unidos– também emite alertas de ciclones para a região. As estimativas do vento da Météo-France e da maioria das outras bacias em todo o mundo são sustentados superiores a 10 minutos, enquanto as estimativas do Joint Typhoon Warning Center, sediado nos Estados Unidos, são sustentadas ao longo de 1 minuto. Ventos de 1 minuto são cerca de 1,12 vezes a quantidade de ventos de 10 minutos.
Se uma tempestade tropical na bacia fortalece para atingir ventos sustentados de 10 minutos de pelo menos 118 km/h (74 mph), o MFR classifica-o como um ciclone tropical, equivalente a um furacão ou tufão (o uso de "ciclone tropical", que é mais restritiva do que a usual definição).

### História da bacia
A primeira tempestade na base de dados MFR da bacia originou-se em 11 de janeiro de 1848. Em janeiro de 1960, o primeiro ciclone tropical nomeado foi Alex, e a cada ano seguinte tinha uma lista de nomes de tempestade. A partir de 1967, os satélites ajudaram a localizar ciclones na bacia, e no ano seguinte, o MFR começou a estimar intensidades de tempestade a partir das imagens de satélite. Em 1977, a agência utilizava o técnica de Dvorak numa base não oficial, mas adoptou-o oficialmente em 1981. Originalmente, a bacia apenas se estendeu até 80° E enquanto ela foi estendida para leste até aos 90° e atuais, a falta de imagens de satélite inicialmente fez dados incertos a leste de 80° E. A Organização Meteorológica Mundial designou a MFR como um centro Consultivo Regional de ciclones tropicais em 1988, e a atualizou para um Centro Meteorológico Regional Especializado em 1993. Em maio de 1998, dois satélites Meteosat baseados na Europa começaram a fornecer uma cobertura completa da bacia. Em 1 de julho de 2002, o AMF mudou o ano do ciclone para começar nesta data e terminar em 30 de junho do ano seguinte.; anteriormente, o ano do ciclone começou em 1 de agosto e terminou em 31 de julho seguinte. Em 2003, o MFR estendeu a sua área de responsabilidade de aviso para 40° S, tendo sido anteriormente limitado a 30° S. durante 2011, o MFR iniciou um projeto de reanálise de todos os sistemas tropicais entre 1978 e 1998, com métodos como uma reanálise técnica Dvorak e uso de imagens de microondas. Os resultados preliminares deste projecto de reanálise incluem a correcção de uma tendência crescente do número de ciclones tropicais muito intensos na bacia desde 1978. Isto também revelou uma subavaliação aparentemente sistemática das intensidades dos ciclones tropicais no passado.

## Estatística
Desde a temporada de ciclones no sudoeste do Oceano Índico (1980-81) até a temporada de ciclones no sudoeste do Oceano Índico (2010-11), houve uma média de 9,3 tempestades tropicais a cada ano na bacia. Uma tempestade tropical tem ventos de pelo menos 65 km/h. Há uma média de cinco tempestades que se tornam ciclones tropicais, com ventos máximos sustentados de pelo menos 120 km/h. Em 2002, havia uma média de 54 dias quando os sistemas tropicais estavam ativos na bacia, dos quais 20 estavam ativos, ou um sistema com ventos superiores a 120 km/h. A data mediana de início da temporada foi 17 de novembro, e a data mediana de fim foi 20 de abril.

## Climatologia

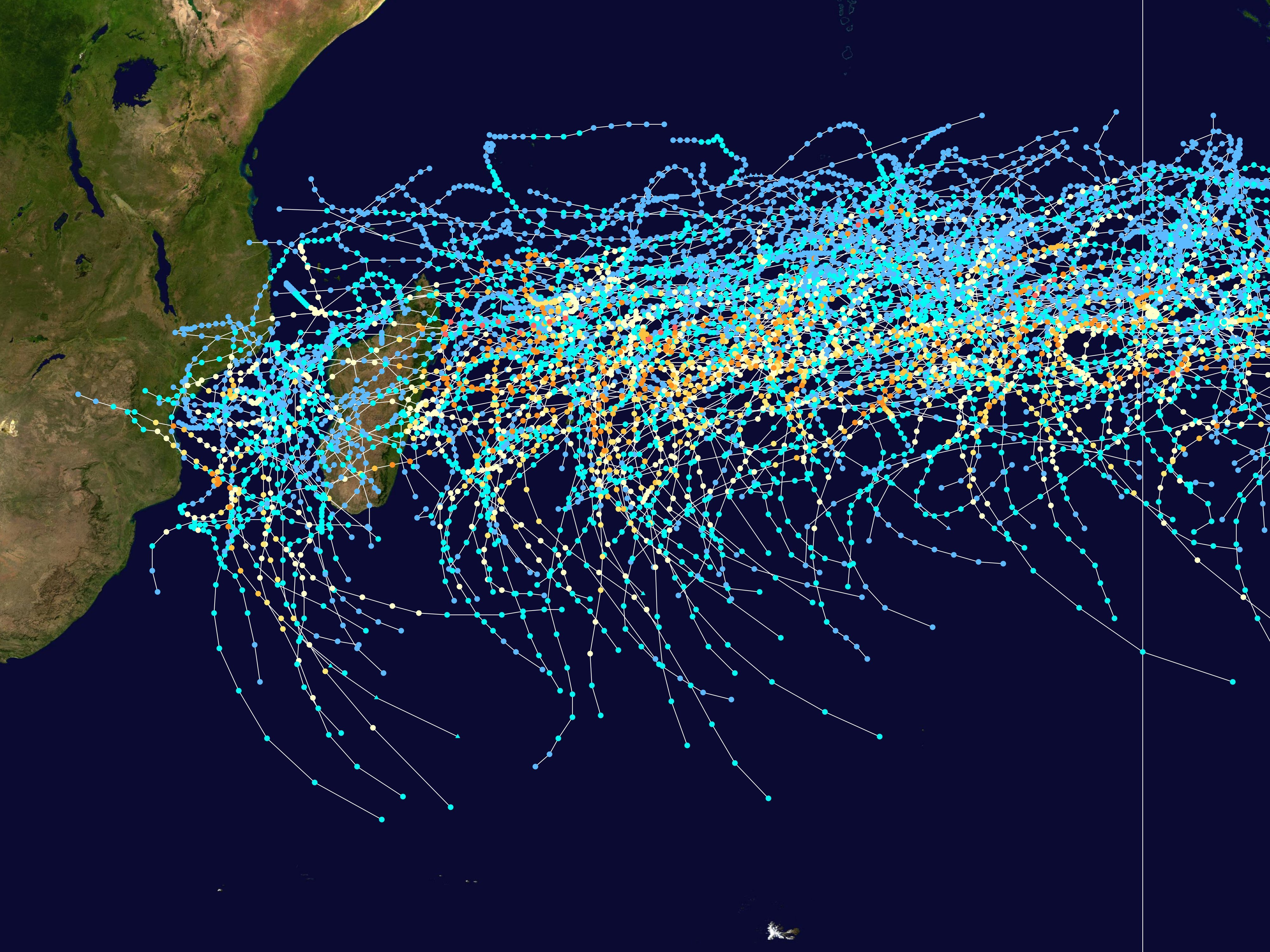
Percursos das tempestades na bacia entre 1980 e 2005

Geralmente, a monção não atravessa o canal de Moçambique até dezembro; como resultado, as tempestades raramente se formam lá antes daquela época. De 1948 a 2010, 94 sistemas tropicais desenvolveram-se na pequena massa de água, dos quais cerca de metade foram feitos landfall. Ocasionalmente, pequenas tempestades formam-se no Canal de Moçambique que se assemelham ciclones tropicais ou tempestades no nordeste Oceano Atlântico; estes sistemas são bem-organizados, mas tem mais fraca convecção do que o normal, ciclones tropicais, e se originam mais abaixo do frio do que a temperatura da água normal de menos de 26 °C (79 °F). Uma pesquisa realizada em 2004 pelo especialista em meteorologia Gary Padgett encontrou meteorologistas divididos se essas tempestades deveriam ser classificadas como tropicais ou subtropical.
No ano médio, dez depressões tropicais ou subtropicais atingem o Madagáscar, e geralmente causam poucos danos. Ocasionalmente, tempestades ou seus remanescentes entram no interior do Sudeste da África, trazendo chuvas fortes para Zimbabwe.

## Temporadas
| 10 20 30 40 50 60 70 80 90 Jan Fev Mar Abr Maio Jun Jul Ago Set Out Nov Dez - Ciclone tropical muito intenso - Ciclone tropical intenso - Ciclone tropical - Ciclone tropical severo - Ciclone tropical moderado - Depressão tropical - Distúrbio tropical |

### 1959
| Temporada | DT | CT | Tempestade mais forte | Fatalidades | Danos USD | Notas e Referências |
| --------- | -- | -- | --------------------- | ----------- | --------- | ------------------- |
| 1959-1960 | 6  | 8  | Carol                 | 48          |           |                     |

### 1960s
| Temporada | DT | CT | Tempestade mais forte | Fatalidades | Danos USD | Notas e Referências |
| --------- | -- | -- | --------------------- | ----------- | --------- | ------------------- |
| 1960-1961 | 6  | 1  | Doris                 |             |           |                     |
| 1961-1962 | 14 | 5  | Daisy/Maud            |             |           |                     |
| 1962-1963 | 10 | 4  | Delia                 |             |           |                     |
| 1963-1964 | 12 | 4  | Giselle               |             |           |                     |
| 1964-1965 | 14 | 1  | Freda                 |             |           |                     |
| 1965-1966 | 17 | 5  | Ivy                   |             |           |                     |
| 1966-1967 | 13 | 2  | Gilberte              |             |           |                     |
| 1967-1968 | 8  | 4  | Georgette/Janine      | 38          |           |                     |
| 1968-1969 | 8  | 4  | Dany/Helene           |             |           |                     |
| 1969-1970 | 13 | 8  | Jane                  |             |           |                     |

### 1970s
| Temporada | TD | MTS | TC | ITC | VITC | Tempestade mais forte | Fatalidades | Danos USD | Notas e Referências |
| --------- | -- | --- | -- | --- | ---- | --------------------- | ----------- | --------- | ------------------- |
| 1970-1971 | 16 | 11  | 8  | 4   | 1    | Maggie-Muriel         | 32          |           |                     |
| 1971-1972 | 9  | 7   | 2  | 1   | 0    | Fabienne              | 7           |           |                     |
| 1972-1973 | 13 | 11  | 4  | 2   | 1    | Lydie                 | 11          |           |                     |
| 1973-1974 | 8  | 7   | 1  | 0   | 0    | Deidre-Delinda        |             |           |                     |
| 1974-1975 | 10 | 6   | 2  | 0   | 0    | Gervaise              | 9           |           |                     |
| 1975-1976 | 8  | 6   | 1  | 1   | 0    | Terry-Danae           |             |           |                     |
| 1976-1977 | 9  | 8   | 3  | 1   | 0    | Jack-Io               | 301         |           |                     |
| 1977-1978 | 14 | 12  | 2  | 1   | 0    | Aurore                | 2           |           |                     |
| 1978-1979 | 10 | 6   | 4  | 2   | 0    | Celine                | 74          |           |                     |
| 1979-1980 | 11 | 11  | 4  | 2   | 0    | Viola-Claudette       | 30          |           |                     |

### 1980s
| Temporada | TD | MTS | TC | ITC | VITC                        | Tempestade mais forte | Fatalidades  | Danos USD | Notas e Referências |
| --------- | -- | --- | -- | --- | --------------------------- | --------------------- | ------------ | --------- | ------------------- |
| 1980-1981 | 12 | 10  | 3  | 2   | Alice-Adelaide/Florine      |                       |              |           |                     |
| 1981-1982 | 14 | 10  | 5  | 2   | Chris-Damia                 | 100                   | $250 milhões |           |                     |
| 1982-1983 | 6  | 3   | 0  | 0   | Bemany/Elinah               | 33                    | $23 milhões  |           |                     |
| 1983-1984 | 14 | 11  | 4  | 4   | Andry/Annette-Jaminy/Kamisy | 356                   | $496 milhões |           |                     |
| 1984-1985 | 9  | 9   | 1  | 0   | Helisaonina                 | 0                     | Unknown      |           |                     |
| 1985-1986 | 13 | 13  | 5  | 1   | Erinesta                    | 99                    | $150 milhões |           |                     |
| 1986-1987 | 10 | 8   | 1  | 0   | Daodo                       | 10                    | $2 milhões   |           |                     |
| 1987-1988 | 11 | 11  | 4  | 1   | Gasitao                     | 100                   | $10 milhões  |           |                     |
| 1988-1989 | 12 | 11  | 6  | 0   | Leon-Hanitra/Krissy         | 11                    | $217 milhões |           |                     |
| 1989-1990 | 9  | 9   | 5  | 1   | Walter-Gregoara             | 46                    | $1.5 milhões |           |                     |

### 1990s
| Temporada | TD | MTS | TC | ITC | VITC | Tempestade mais forte | Fatalidades | Danos USD     | Notas e Referências |
| --------- | -- | --- | -- | --- | ---- | --------------------- | ----------- | ------------- | ------------------- |
| 1990-1991 | 11 | 7   | 3  | 0   | 0    | Bella                 | 88          |               |                     |
| 1991-1992 | 14 | 11  | 3  | 1   | 0    | Harriet-Heather       | 2           |               |                     |
| 1992-1993 | 18 | 11  | 4  | 2   | 0    | Edwina                | 20          |               | [ A 1 ] [ 14 ]      |
| 1993-1994 | 18 | 14  | 8  | 4   | 0    | Geralda               | 558         |               |                     |
| 1994-1995 | 20 | 11  | 5  | 3   | 0    | Marlene               |             |               | [ 15 ]              |
| 1995-1996 | 21 | 11  | 6  | 3   | 0    | Bonita                | 11          |               | [ 16 ]              |
| 1996-1997 | 21 | 12  | 5  | 3   | 0    | Daniella              | 311         | 50 000 000 $  |                     |
| 1997-1998 | 16 | 5   | 1  | 0   | 0    | Anacelle              | 88          |               |                     |
| 1998-1999 | 14 | 6   | 2  | 2   | 0    | Evrina                | 2           |               |                     |
| 1999-2000 | 14 | 9   | 4  | 3   | 1    | Hudah                 | 1,073       | 800 000 000 $ | [ 17 ]              |

### 2000s
| Temporada | TD  | MTS | TC | ITC | VITC | Tempestade mais forte | Fatalidades | Danos USD      | Notas e Referências   |
| --------- | --- | --- | -- | --- | ---- | --------------------- | ----------- | -------------- | --------------------- |
| 2000-2001 | 11  | 6   | 4  | 2   | 0    | Ando                  | 4           |                | [ A 1 ] [ 18 ]        |
| 2001-2002 | 15  | 11  | 9  | 5   | 1    | Hary                  | 52          | 287 180 000 $  | [ 19 ]                |
| 2002-2003 | 14  | 12  | 7  | 3   | 0    | Kalunde               | 169         | 6 700 000 $    | [ A 1 ]               |
| 2003-2004 | 15  | 10  | 5  | 3   | 1    | Gafilo                | 396         | 250 000 000 $  | [ 20 ] [ 21 ]         |
| 2004-2005 | 18  | 10  | 4  | 3   | 1    | Juliet                | 253         |                | [ 21 ]                |
| 2005-2006 | 13  | 6   | 3  | 2   | 0    | Carina                | 75          |                | [ 22 ] [ 23 ]         |
| 2006-2007 | 15  | 10  | 7  | 6   | 0    | Dora/Favio            | 188         | 337 000 000 $  | [ A 1 ] [ 23 ]        |
| 2007-2008 | 15  | 13  | 6  | 4   | 0    | Hondo                 | 123         | 38 050 000 $   | [ 23 ]                |
| 2008-2009 | 12  | 10  | 2  | 2   | 0    | Fanele/Gael           | 30          |                | [ 24 ]                |
| 2009-2010 | 16  | 9   | 5  | 4   | 1    | Edzani                | 40          |                | [ A 1 ] [ 24 ] [ 25 ] |
|           | 144 | 97  | 52 | 34  | 4    | Gafilo                | 1,339       | ≥918 800 000 $ |                       |

### 2010s
| Temporada | TD  | MTS | TC | ITC | VITC | Tempestade mais forte | Fatalidades | Danos USD        | Notas e Referências                                |
| --------- | --- | --- | -- | --- | ---- | --------------------- | ----------- | ---------------- | -------------------------------------------------- |
| 2010-2011 | 9   | 3   | 2  | 0   | 0    | Bingiza               | 34          |                  | [ A 1 ] [ 26 ]                                     |
| 2011-2012 | 14  | 10  | 3  | 2   | 0    | Funso                 | 164         |                  | [ A 1 ] [ 26 ]                                     |
| 2012-2013 | 11  | 10  | 7  | 3   | 0    | Felleng               | 35          | 46 000 000 $     |                                                    |
| 2013-2014 | 15  | 11  | 5  | 5   | 2    | Hellen                | 11          | 89 200 000 $     |                                                    |
| 2014-2015 | 14  | 11  | 4  | 3   | 2    | Bansi                 | 111         | 46 400 000 $     |                                                    |
| 2015-2016 | 8   | 8   | 3  | 3   | 1    | Fantala               | 13          | 4 500 000 $      | [ 27 ]                                             |
| 2016-2017 | 7   | 5   | 3  | 1   | 0    | Enawo                 | 341         | 136 500 000 $    |                                                    |
| 2017-2018 | 9   | 8   | 6  | 3   | 0    | Berguitta             | 108         | 38 200 000 $     |                                                    |
| 2018-2019 | 15  | 15  | 11 | 10  | 0    | Kenneth               | 1,382       | ≥2 311 020 000 $ | Temporada mais ativa, custosa e mortal no registos |
| 2019-2020 | 12  | 10  | 6  | 3   | 1    | Ambali                | 45          | 25 000 000 $     |                                                    |
|           | 112 | 89  | 49 | 32  | 6    | Fantala               | 2,244       | ≥2 696 820 000 $ |                                                    |

### 2020s
| Temporada | TD | MTS | TC | ITC | VITC | Tempestade mais forte | Fatalidades | Danos USD | Notas e Referências |
| --------- | -- | --- | -- | --- | ---- | --------------------- | ----------- | --------- | ------------------- |
| 2020-2021 | 2  | 1   | 1  | 0   | 0    | Alicia                | Nenhum      | Nenhum    |                     |
|           | 2  | 1   | 1  | 0   | 0    | Alicia                | Nenhum      | Nenhum    |                     |